# Sankt Petersburger Philharmoniker

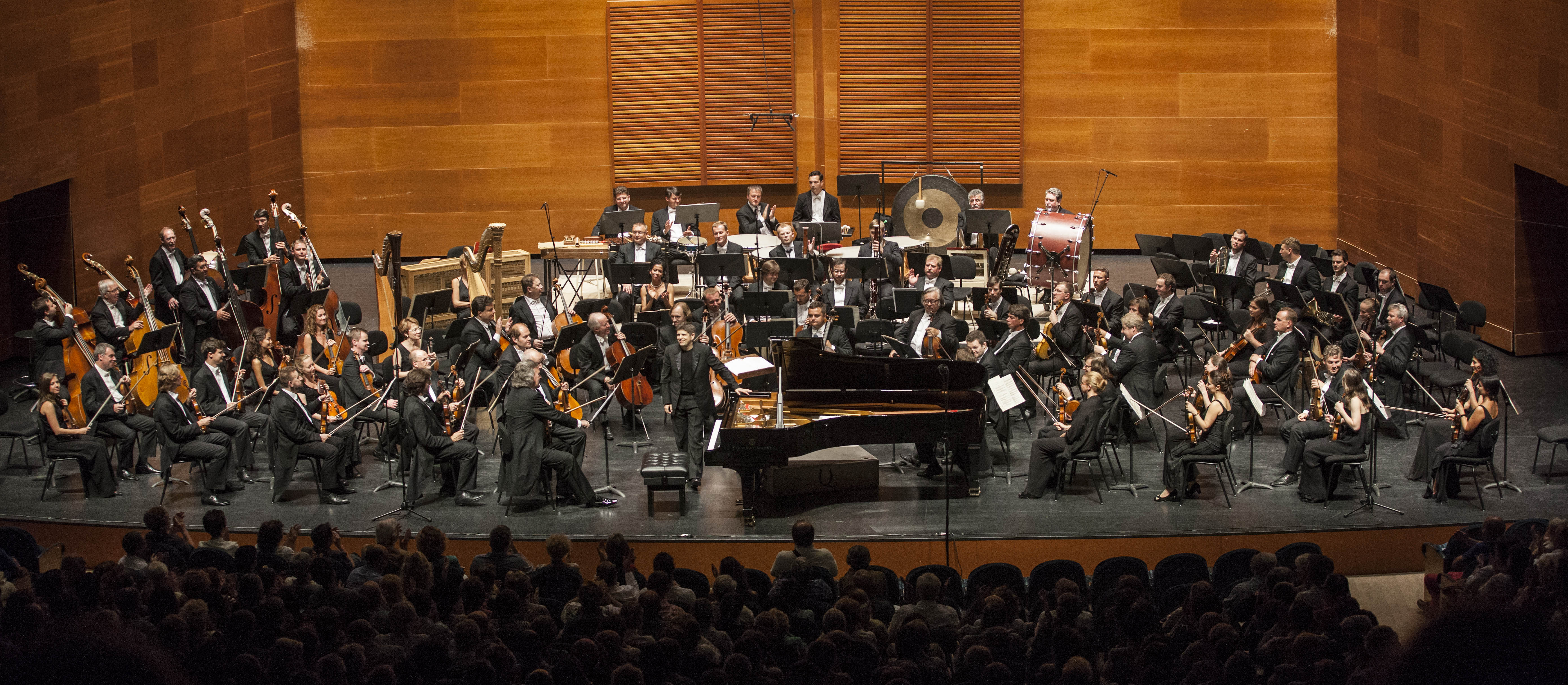
Sankt Petersburger Philharmoniker (2015) - russisches Sinfonieorchester

Die Sankt Petersburger Philharmoniker (voller Name russisch Заслуженный коллектив России Академический симфонический оркестр Санкт-Петербургской филармонии, Sasluschenny kollektiw Rossii Akademitscheski simfonitscheski orkestr Sankt-Peterburgskoi filarmonii; deutsch Verdientes Kollektiv Russlands, Akademisches Sinfonieorchester der Sankt Petersburger Philharmonie, kurz: russisch ЗКР АСО SKR ASO) sind ein russisches Sinfonieorchester. Das Orchester ist in der Sankt Petersburger Philharmonie beheimatet.
Es sollte nicht mit dem 1931 gegründeten Akademischen Sinfonieorchester der Sankt Petersburger Philharmonie (ASO) verwechselt werden.

## Geschichte
Das Orchester geht zurück auf die 1802 gegründete Sankt Petersburger Philharmonische Gesellschaft. Offizieller Gründungstag der Gesellschaft war der 24. März 1802 mit einer von ihr organisierten Aufführung von Joseph Haydns Oratorium Die Schöpfung. Die Satzungen verfasste Friedrich von Adelung, als eigentlicher Gründer gilt Fürst Alexander Naryschkin. Die Mitglieder des Orchesters waren zunächst fast ausschließlich deutscher Abstammung. Erster großer Höhepunkt war die Erstaufführung von Beethovens Missa solemnis op. 123 am 26. März 1826.
Eine weitere wichtige Zäsur war die 1882 erfolgte Gründung eines Chores für den Hof des russischen Zaren Alexander III. Beide Klangkörper wurden 1897 zum „Symphonischen Hoforchester“ umgewandelt. Nach der Oktoberrevolution im Jahr 1917 veränderten sich Funktion und Organisationsform des Orchesters, im Jahr 1921 wurde es in die „Staatliche Petrograder Philharmonie“ umgewandelt, 1924 in „Staatliches Sinfonieorchester der Leningrader Philharmonie“ umbenannt. Hinzu kam 1934 der Ehrentitel Verdientes Kollektiv. Als erstes russisches Sinfonieorchester ging es 1946 auf Auslandstournee. Mit der Rückbenennung Leningrads in Sankt Petersburg im Jahr 1991 wurden auch die „Leningrader Philharmoniker“ wieder zu den „Sankt Petersburger Philharmonikern“.
Chefdirigenten des Orchesters in neuerer Zeit waren Jewgeni Mrawinski (1938–1988) und Juri Temirkanow (1988–2022). Im Januar 2022 wurde Nikolai Alexejew Chefdirigent.
Von 1952 bis 1984 dirigierte auch der Lette Arvid Jansons das Orchester, ab 1973 dessen Sohn Mariss Jansons. Das Orchester hat allerdings auch immer mit westlich geprägten Dirigenten gearbeitet. Kurt Sanderling war von 1942 bis 1960 Stellvertreter Mrawinskis. Auch Otto Klemperer, Hans Knappertsbusch, Erich Kleiber, Herbert von Karajan, Leonard Bernstein, Pierre Boulez, Georg Solti und Claudio Abbado dirigierten das Orchester.
Die meisten Sinfonien Dmitri Schostakowitschs wurden von den damaligen Leningrader Philharmonikern unter der Leitung Mrawinskis uraufgeführt, ebenso viele Kompositionen Sergei Prokofjews.

## Chefdirigenten
- Juri Temirkanow (1988–2022)
- Jewgeni Mrawinski (1938–1988)
- Fritz Stiedry (1934–1937)
- Alexander Gauk (1930–1934)
- Nikolai Malko (1926–1930)
- Walerian Bierdiajew (1924–1926)
- Emil Cooper (1920–1923)
- Sergei Kussewizki (1917–1920)
- Hugo Warlich (1907–1917)
- Hermann Fliege (1882–1907)